# Dudi Superptak
Dudi Superptak – książka autorstwa Andrzeja Dudzińskiego.
Książka była bogato ilustrowana, w zasadzie jej treść stanowiły dymki na poszczególnych stronach. Składała się z 6 rozdziałów: Genezis – Rozterki wieku dojrzewania – Teka Akt Osobowych – Wśród Przyjaciół – Od Przyjaciół – Tęsknoty.
Rodzaj przedmowy do książki napisali Krzysztof T. Toeplitz i Stanisław Lem.